# Grand Prix Niemiec 1965

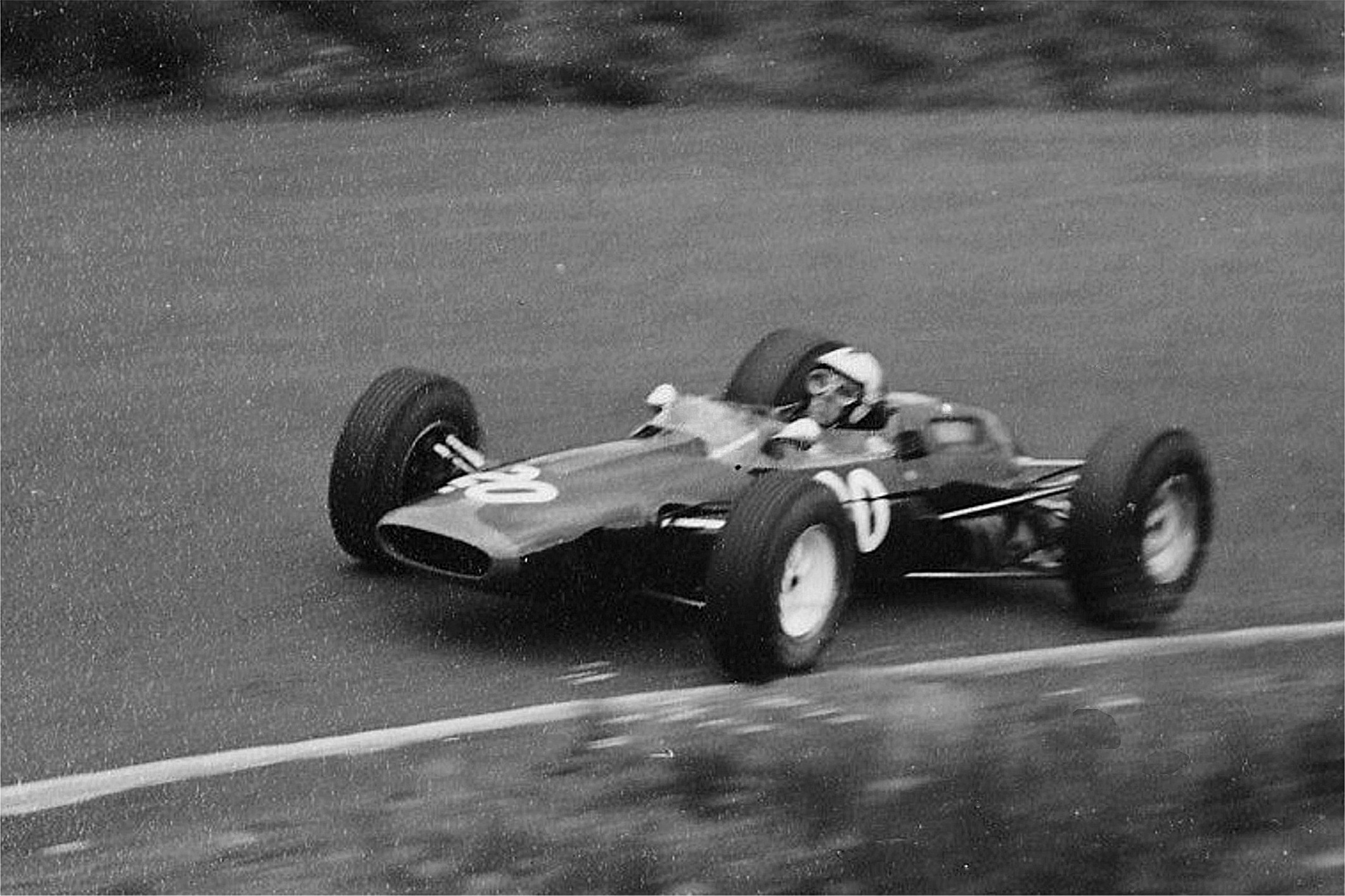
Richard Attwood podczas treningu

Grand Prix Niemiec 1965 (oryg. Großer Preis von Deutschland) – 7. runda Mistrzostw Świata Formuły 1 w sezonie 1965, która odbyła się 1 sierpnia 1965, po raz 12. na torze Nürburgring.
27. Grand Prix Niemiec, 13. zaliczane do Mistrzostw Świata Formuły 1.

## Klasyfikacja
| Legenda oznaczeń w tabelach wyników Wyświetl szablon na nowej stronie | Legenda oznaczeń w tabelach wyników Wyświetl szablon na nowej stronie                                                                     |
| Oznaczenie                                                            | Wyjaśnienie |
| --------------------------------------------------------------------- | --- |
| Złoty                                                                 | Zwycięzca lub mistrzostwo |
| Srebrny                                                               | 2. miejsce lub wicemistrzostwo |
| Brązowy                                                               | 3. miejsce lub II wicemistrzostwo |
| Zielony                                                               | Ukończył, punktował (w klasyfikacji generalnej, gdy zdobył co najmniej jeden punkt na przestrzeni sezonu, poza trzema powyższymi opcjami) |
| Niebieski                                                             | Ukończył, nie punktował (w klasyfikacji generalnej, gdy nie zdobył co najmniej jednego punktu na przestrzeni sezonu)                      |
| Czerwony                                                              | Nie zakwalifikował się (NZ) |
| Czerwony                                                              | Nie prekwalifikował się (NPK) |
| Różowy                                                                | Nie ukończył (NU) |
| Różowy                                                                | Niesklasyfikowany (NS) (w klasyfikacji generalnej, gdy nie został sklasyfikowany w żadnym wyścigu sezonu)                                 |
| Czarny                                                                | Zdyskwalifikowany (DK) |
| Czarny                                                                | Wykluczony (WYK/EX) |
| Biały                                                                 | Nie wystartował (NW) |
| Biały                                                                 | Kontuzjowany (K/INJ) |
| Biały                                                                 | Wyścig odwołany (OD/C) |
| Bez koloru                                                            | Został wycofany (WYC/WD) |
| Bez koloru                                                            | Nie przybył (NP/DNA) |
| Bez koloru                                                            | Nie brał udziału w treningach (NT/DNP) |
| Bez koloru                                                            | Nie został zgłoszony (–) |
| Pogrubienie                                                           | Start z pole position |
| Kursywa                                                               | Najszybsze okrążenie wyścigu |
| †                                                                     | Nie ukończył, ale jego rezultat został zaliczony ze względu na przejechanie więcej niż 90% dystansu wyścigu.                              |
| *                                                                     | Sezon w trakcie |
| 1/2/3                                                                 | Punktowana pozycja w sprincie kwalifikacyjnym                                                                                             |
| Lista systemów punktacji Formuły 1                                    | |

| Poz. | Nr. | Kierowca           | Konstruktor    | Okrążeń | Czas/powód NU | Poz. start. | Punktów |
| ---- | --- | ------------------ | -------------- | ------- | ------------- | ----------- | ------- |
| 1    | 1   | Jim Clark          | Lotus-Climax   | 15      | 2:07:52.4     | 1           | 9       |
| 2    | 9   | Graham Hill        | BRM            | 15      | +15.9 sek.    | 3           | 6       |
| 3    | 5   | Dan Gurney         | Brabham-Climax | 15      | +21.4 sek.    | 5           | 4       |
| 4    | 12  | Jochen Rindt       | Cooper-Climax  | 15      | +3:29.6       | 8           | 3       |
| 5    | 4   | Jack Brabham       | Brabham-Climax | 15      | +4:41.2       | 14          | 2       |
| 6    | 8   | Lorenzo Bandini    | Ferrari        | 15      | +5:08.6       | 7           | 1       |
| 7    | 16  | Jo Bonnier         | Brabham-Climax | 15      | +5:58.5       | 9           |         |
| 8    | 24  | Masten Gregory     | BRM            | 14      | +1 okrążenie  | 19          |         |
| NU   | 7   | John Surtees       | Ferrari        | 11      | Skrz. biegów  | 4           |         |
| NU   | 17  | Jo Siffert         | Brabham-BRM    | 9       | Silnik        | 11          |         |
| NU   | 2   | Mike Spence        | Lotus-Climax   | 8       | Przen napędu  | 6           |         |
| NU   | 3   | Gerhard Mitter     | Lotus-Climax   | 8       | Wyciek wody   | 12          |         |
| NU   | 20  | Richard Attwood    | Lotus-BRM      | 8       | Wyciek wody   | 17          |         |
| NU   | 11  | Bruce McLaren      | Cooper-Climax  | 7       | Skrz. biegów  | 10          |         |
| NU   | 6   | Denny Hulme        | Brabham-Climax | 5       | Wyciek paliwa | 13          |         |
| NU   | 19  | Chris Amon         | Lotus-BRM      | 3       | Elektronika   | 16          |         |
| NU   | 22  | Paul Hawkins       | Lotus-Climax   | 3       | Wyciek oleju  | 20          |         |
| NU   | 10  | Jackie Stewart     | BRM            | 2       | Zawieszenie   | 2           |         |
| NU   | 21  | Frank Gardner      | Brabham-BRM    | 0       | Skrz. biegów  | 18          |         |
| NZ   | 25  | Roberto Bussinello | BRM            |         |               |             |         |
| NZ   | 23  | Ian Raby           | Brabham-Climax |         |               |             |         |